# L'Atlas
Pour les articles homonymes, voir Atlas et Dedet.
Jules Dedet, connu comme L'Atlas, est un artiste contemporain français (peintre, photographe et vidéaste) né en 1978.

## Biographie

### Famille
L'Atlas vit à Paris et travaille aux Lilas (Seine-Saint-Denis),. Il est le fils de Yann Dedet et le petit-fils du philosophe Gérard Granel.

### Calligraphie
L'Atlas commence à taguer vers douze ans. Graffiti-artiste fasciné par l'histoire de l'écriture, il étudie la calligraphie et dessine sa propre typographie. En juin 2000, il contribue aux activités du M.U.R.. En septembre 2001, il participe, aux côtés d'O'clock, de Zevs, de Space-Invader et d'André à une exposition de la « galerie du jour » (agnès b.). Depuis, il expose dans de nombreuses galeries et musées à travers le monde.

### Post-Graffiti
Son travail sur le logo et la calligraphie le mène vers d'autres formes d'intervention dans la rue après avoir été convoqué par la brigade anti-graffiti lors de la grande enquête menée au début des années 2000 par les services de police. Il devient, avec Zevs, un animateur du courant post-graffiti évoqué par Olivier Stak. Il conçoit une série d'interventions urbaines comme le tracé de boussoles urbaines dont une face au centre Georges Pompidou. Un de ses outils de prédilection est le gaffer. Une autre de ses techniques consiste à prendre des empreintes des plaques d'égout par contact. Le projet « Toiles Errantes » consiste à prendre en photo les sept premières toiles qu'il a réalisé, en les mettant en situation sur cinq continents. Depuis, son travail de recherche le mène vers un mélange entre calligraphie et art optique. Il réalise gracieusement la pochette de l'album Loste de Camelia Jordana. Il réalise le logo de la marque, de Rihanna, Fenty Beauty en 2017.

## Principales expositions

### Expositions personnelles
- 2006, Ligne, Galerie Chappe, Paris[15]
- 2007, I WAS HERE. Galerie Beaubourg, Paris.
- 2008, Cosmic Graffiti. Espace Beaurepaire, Paris.
- 2008, D'un monde l'autre. Galerie Il trifolio Nero, Gênes.
- 2009, The way of art. ESA, Paris.
- 2009, City fragments. Gallery Nine5, New York.
- 2010, L'ATLAS IS HERE. Mois de la Photo Off, Galerie G, Paris.
- 2011, Morphologie, Galerie David Bloch
- 2013, Extractions, Galerie Magda Danysz, Paris, France[16]
- 2019-2020, WALK THE LINE with L’Atlas, Musée en Herbe, Paris, France
- 2019, Steps, Galerie Géraldine Zberro, Paris.
- 2022, Vapors, Galerie Géraldine Zberro, Paris.
- 2024, L'Atlas de Jules Dedet Granel, Maison Elsa Triolet-Aragon à Saint-Arnoult-en-Yvelines

### Expositions collectives
- 2001, Street Art. Galerie du Jour, Paris.
- 2004, L'invention du monde. Centre Georges Pompidou, Paris.
- 2006, Synapses. Musée du Montparnasse, Paris.
- 2007, Graphology. Palais de Tokyo, Paris.
- 2009, Collection Gallizia. Grand Palais - Paris.
- 2009, Né dans la rue - Graffiti. Fondation Cartier, Paris.
- 2009, Etats des lieux. Galerie du jour, Paris.
- 2010, Strates. Maison des Arts, Créteil.
- 2011, Gradations. Galerie Lebenson, Paris.
- 2012, Persistence, Galerie Lebenson, Musée en herbe, Paris
- 2012, Au-delà du street art, L'Adresse Musée de La Poste, Paris
- 2013, Les Bains Résidence d'Artistes, Galerie Magda Danysz, Paris, France
- 2015, Hip Hop, du Bronx aux rues arabes, Institut du monde arabe, Paris, France[17]
- 2017 - 2018, Maquis-art Hall of Fame, Musée de L'Aérosol, Paris, France

### Performances
- 2003, Maison du Japon, Venise.
- 2008, Ne perds pas le nord. Fi'Art / Centre Georges Pompidou, Paris.
- 2009, Surfaces actives. Art Beijing. Pékin.
- 2010, Surfaces actives. Alliance Française et Cultures France. New Delhi.
- 2014: Château de Chambord
- 2020: Château de La Valette de Pressigny-les-Pins

### Biennales et foires d'art contemporain
- 2009, Cutlog / Contemporary Art Fair. Paris.
- 2009, Stroke / Urban Art Fair. Munich.
- 2010, SCOPE / New York Art Show, New York.
- 2010, Stroke / Urban Art Fair. Munich.
- 2010, Qui Vive / Moscow International Biennale for Young Art, Moscou.
- 2010, Cutlog / Contemporary Art Fair. Paris.
- 2010, Biennale des arts graphiques, Musée d'Art Contemporain de Perm, Russie.
- 2010, Art Kiev Contemporary Art Fair. Mistetskiy Arsenal Culture and Art Museum Complex, Ukraine.
- 2011, L'Atlas vs Tanc. Alliance Française, New Delhi.
- 2012, Cutlog, Paris
- 2012, London Art Fair, Londres